# Дайер, Мэри
Мэри Барретт Дайер (англ. Mary Barrett Dyer; 1611, Лондон — 1 июня 1660, Бостон, Тринадцать колоний) — квакерша, приговоренная к повешению и казненная в Бостоне на основании религиозных убеждений, входит в число Бостонских мучеников. Иногда её называют последней мученицей Северной Америки.

## Биография
Мэри выросла в Англии, затем она и её муж Уильям эмигрировали в Бостон в 1635 году. Они присоединились к церкви в Бостоне, где Мэри познакомилась с Анной Хатчинсон, которая сильно повлияла на её религиозные взгляды. Она проповедовала, что Бог напрямую говорит с каждым человеком, а не только через духовенство. Мэри стала её последовательницей. Группа организовывала чтения Библии и исповедовала взгляды, не совпадавшие с общиной пуритан колонии Массачусетского залива.
Во время суда над Анной Хатчинсон в 1638 году Мэри была одной из немногих, защищавшей её, и когда Анна была изгнана из колонии и отправилась на Род-Айленд, Мэри и её семья последовали за ней. По рекомендации Роджера Вильямса они перебрались в колонию Портсмут в Род-Айленде.
В 1651 году супруги Дайер отправились вместе с Роджером Вильямсом в Англию, чтобы подтвердить своё право на владение землёй. Там Мэри впервые услышала проповедь Джорджа Фокса и присоединилась к «Обществу Друзей», известное также как квакеры. Мэри оставалась в Англии в течение четырёх лет, хотя её муж вернулся на Род-Айленд в 1652 году. Ещё до её возвращения в Америку в 1657 году квакеры достигли Бостона и вызывали своей верой ещё большую ненависть у духовенства и пуританских властей, чем по отношению к Анне Хатчинсон.
14 октября 1657 года Генеральный суд колонии Массачусетского залива принял жёсткий закон против квакеров, предусматривавший наказание заключением и физическими увечьями, а в следующем году ещё один закон, добавлявший смертный приговор. Этот закон также был издан в колониях Новый Плимут и Нью-Хейвен, а также в голландском поселении Новый Амстердам.
В 1658 году Мэри Дайер уехала в Бостон. Но вскоре она была арестована и заключена в тюрьму. Когда Мэри не прибыла в Род-Айленд в установленный срок, её муж начал спрашивать о ней и узнал, что она находилась в темнице в Бостоне. Он немедленно отправился туда, но не мог освободить её, пока не поклялся, что она не останется ни в каком городе колонии Массачусетского залива и по пути домой ни с кем не будет говорить.
После освобождения Мэри Дайер объехала всю Новую Англию, проповедуя учение квакеров. Когда её обнаружили, то немедленно изгнали.
Все изгнанные квакеры оставили Бостон, но Робинсон и Стивенсон отправились в Сейлем, который также находился в подведомственной области колонии Массачусетского залива, чтобы навестить и ободрить своих друзей по вере. Вскоре после этого их арестовали и заключили в темницу в Бостоне. Когда Мэри Дайер возвратилась навестить их, её узнали и взяли под стражу.
Нарушив своё изгнание, Робинсон, Стивенсон и Дайер в соответствии с законом, согласно которому они были изгнаны, должны были поплатиться своей жизнью. Так как это была первая казнь квакеров за их веру и первый раз вешали женщину, поднялся протест, но дата тройной казни через повешение была назначена на 27 октября 1659 года. В день казни они привели квакеров на площадь Бостон Коммон, чтобы повесить на большом дубе. В последний момент от губернатора по просьбе мужа Мэри пришло разрешение на отсрочку казни, и её развязали и спустили с лестницы, а её товарищи были повешены.
Мэри сказали, что она может быть освобождена от наказания, если пообещает больше не проповедовать квакерские доктрины, но она отказалась. Она была снова изгнана из колонии Массачусетского залива и возвратилась в свой дом на Род-Айленде, но вскоре отправилась на Лонг-Айленд и приняла решение сражаться с несправедливыми законами, даже если ей придется отдать жизнь. Она не вняла уговорам своего мужа и детей отказаться от своих убеждений.

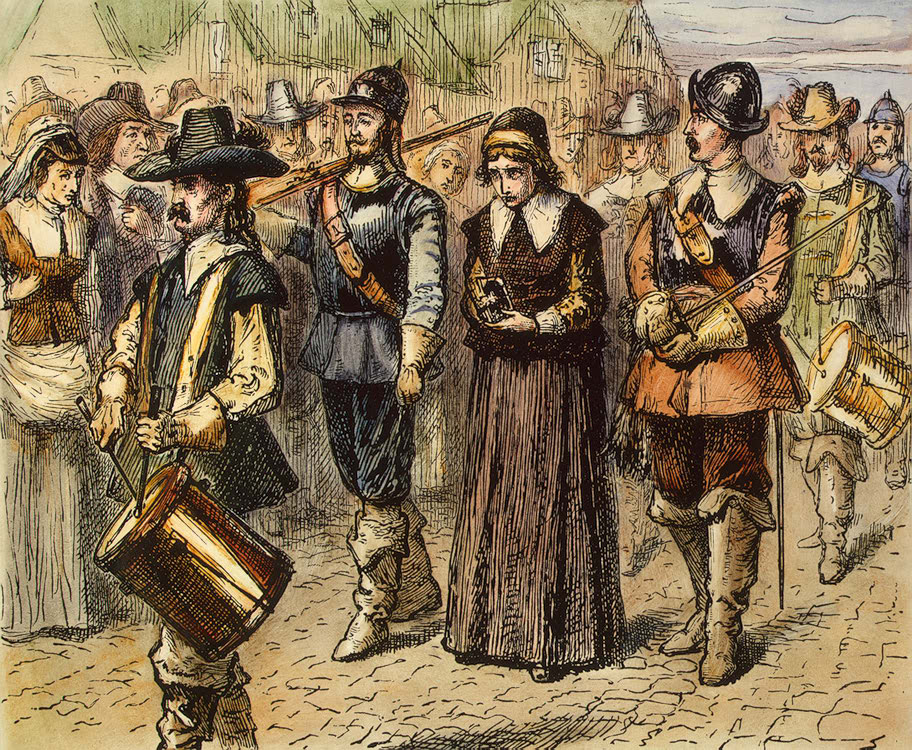
Мэри Дайер перед казнью

Через шесть месяцев после своего смертного приговора Мэри снова оказалась в Бостоне и начала проповедовать. Она была немедленно арестована и приговорена к повешению, которое состоялось 1 июня 1660 года в роще, ныне известной как городской парк Бостон-Коммон.
Её с отрядом солдат провели по городу, не переставая стучать в барабаны впереди и позади, чтобы никто не мог услышать, что она скажет по пути на место казни, которое было на расстоянии около мили. Когда Мэри подымалась по ступеням на эшафот, её бывший пастор в Первой церкви Бостона сказал ей, что если она отречётся от своих ошибок, она будет освобождена. На это она ответила: «Нет, я не могу, поскольку пришла, повинуясь воле Господа, и до самой смерти остаюсь верной Его воле»… Её повесили, а тело было погребено безымянным на месте казни.
После смерти Мэри Дайер член законодательного собрания сказал пророческие слова: «Она висела как флаг для примера другим».
Друзья Мэри направили петицию английскому королю Карлу II с требованием прекратить ужасные казни, и он послал в Бостон указ, согласно которому если в будущем какой-нибудь квакер будет там приговорен к смертной казни, его следует вернуть в Англию для судебного разбирательства.